# Кофу
Кофу (јап. 甲府市) град је у Јапану у префектури Јаманаши. Према попису становништва из 2005. у граду је живело 200.100 становника.

## Становништво
Према подацима са пописа, у граду је 2005. године живело 200.100 становника.
| 1995.   | 2000.   | 2005.   |
| ------- | ------- | ------- |
| 206.840 | 202.120 | 200.100 |

## Спорт
Кофу има фудбалски клуб Ванфоре Кофу.